# Ľubomír Ftáčnik
Ľubomír Ftáčnik (nascido em 30 de outubro de 1957 em Bratislava, antiga Checoslováquia) é um Grande Mestre de xadrez. Venceu o Campeonato Europeu de Xadrez Júnior em 1976, recebendo o título de Mestre Internacional algum tempo depois. Em 1980, Ftáčnik recebeu o título de Grande Mestre. Seu rating ELO, em dezembro de 2009, era de 2 549.
Foi campeão nacional da Checoslováquia em 1981, 1982, 1983 e 1985. Obteve o primeiro lugar em vários torneios mundiais, incluindo Esbjerg 1982, Trnava 1983, Alltensteig 1987, Aberto de Baden-Baden 1987, Viena 1990 e Parkroyal Surfers 2000. Em Cienfuegos 1980, Dortmund 1981 e Lugano 1988, empatou pelo primeiro lugar. Em Hradec Kralove 1981, ficou em segundo.